# Куклы удачи
Куклы уда́чи (кит. 福娃 [фу́ва́] — букв. удачливые малыши, малыши на счастье) — талисманы XXIX Летних Олимпийских игр, проходивших в 2008 году в Пекине. 11 ноября 2005 года, за 1000 дней до открытия Олимпиады, о них объявило китайское Государственное объединение по изучению классической литературы.
Детей удачи пятеро: Бэй-Бэй, Цзин-Цзин, Хуань-Хуань, Ин-Ин и Ни-Ни. Каждое из слов напоминает уменьшительно-ласкательное имя ребёнка, но если соединить их, получится фраза: кит. 北京欢迎你 [Бэй-цзин хуань-ин ни] — Пекин приветствует вас. Кроме того, каждый персонаж представляет одно из пяти олимпийских колец.

## Характеристика
| Имя                | Бэй-Бэй (贝贝) | Цзин-Цзин (晶晶) | Хуань-Хуань (欢欢) | Ин-Ин (迎迎) | Ни-Ни (妮妮) |
| Изображение        | | | | | |
| Пол                | девочка | мальчик | мальчик | мальчик | девочка |
| Олимпийское кольцо | голубое | чёрное | красное | жёлтое | зелёное |
| Облик              | Рыба | Большая панда | Олимпийский огонь | Тибетская антилопа | Ласточка |
| Характер           | спокойная, целомудренная | искренний, добродушный | общительный, энергичный | бойкий, жизнерадостный | простодушная, весёлая |
| Нравственный идеал | благополучие | счастье | страсть | здоровье | удача |
| Любимый спорт      | водные виды спорта | тяжёлая атлетика, единоборства и т. д. | командные виды спорта | лёгкая атлетика | спортивная и художественная гимнастика |
| Культурные истоки  | традиционное для китайского нового года изображение лотоса и рыбы; рисунок рыбы на предметах времён неолита | большая панда; фарфоровые изделия в форме лотоса времён династии Сун | наскальная живопись в пещерах Могао | тибетская антилопа, тибетский и синьцзянский национальные костюмы | ласточка; пекинские воздушные змеи в виде ласточки |
| Примечания         | В традиционной китайской культуре рыба символизирует процветание, поэтому иероглиф рыбы (魚 / 鱼) произносится так же, как и слово достаток (餘 / 余). Выражение «карп, пробивающийся сквозь драконовы врата» является общеупотребимой аллегорией, означающей осуществление собственных мечтаний. Головной убор Бэй-Бэй повторяет элементы оформления артефактов эпохи неолита, найденных в Банпо. | Панда относится к вымирающим видам, являясь одновременно национальным символом Китая и международным символом охраны окружающий среды. Растительное происхождение головного убора Цзин-Цзина означает гармоничное сосуществование человечества и природы. | Хуань-Хуань олицетворяет накал страстей, царящий во время спортивных состязаний, и воплощает знаменитый олимпийский девиз «быстрее, выше, сильнее». Головной убор персонажа стилизован под наскальную живопись из пещер Могао, более известных как китайские буддистские гроты. | Тибетская антилопа — один из вымирающих видов, обитающий на Тибетском плато. Антилопа знаменита тем, что передвигается с невероятной быстротой. Головной убор Ин-Ина сочетает в себе элементы тибетского и уйгурского национального костюма. | Ласточка в китайской культуре — это предвестник весны и символ счастья, приносящий удачу. Иероглиф ласточки (燕) встречается в слове Яньцзин (燕京), древнем названии Пекина; так что ласточка указывает на город, принимающий Олимпиаду. Головной убор Ни-Ни повторяет оформление пекинских воздушных змеев, которые отличаются многоцветием и формой, напоминающей ласточку. |